# Java Advanced Imaging
A Java Advanced Imaging (JAI) é uma API Java útil para trabalhar com processamento de imagens digitais.